# Nuraghe Madrone

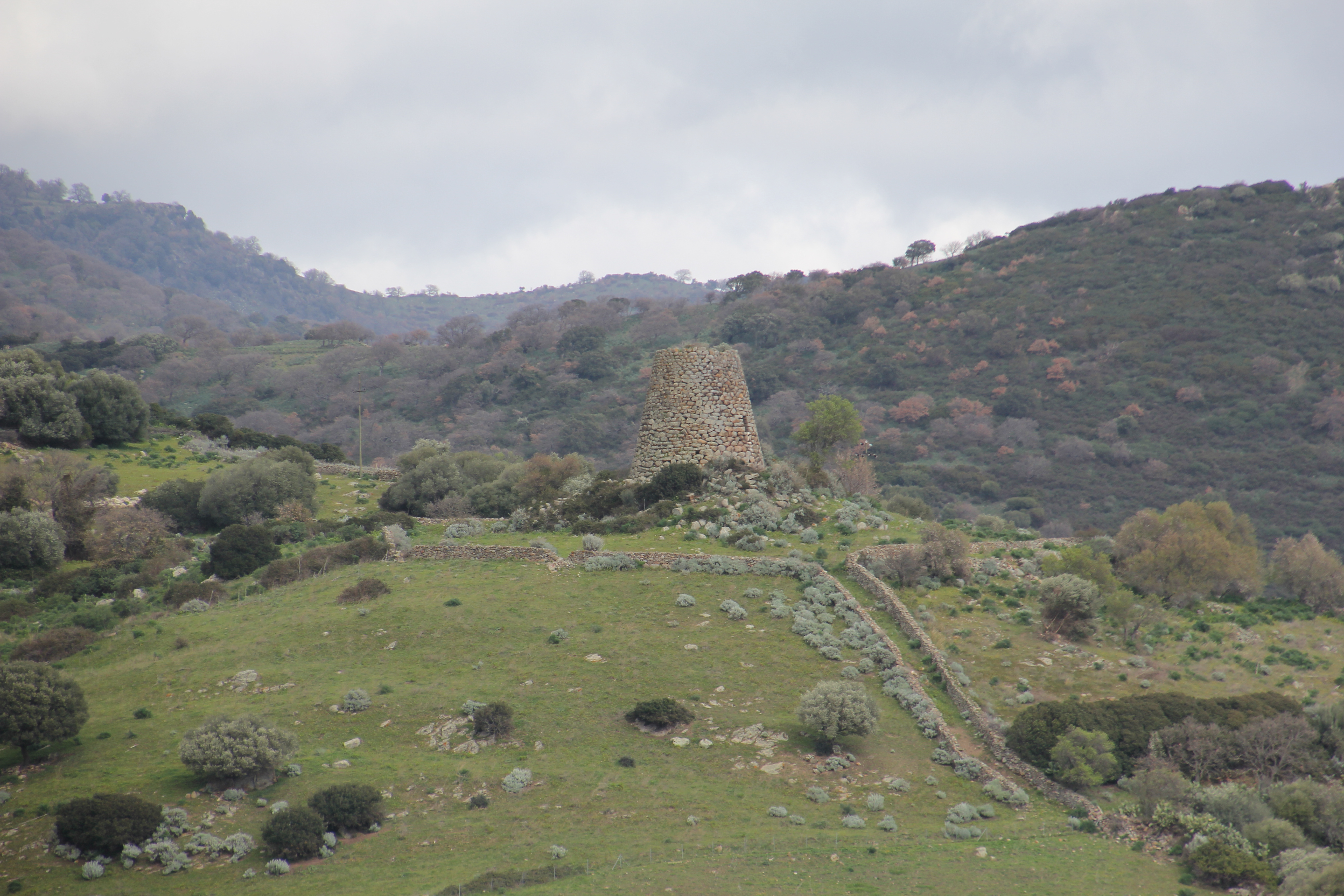
Nuraghe Madrone

Die Nuraghe Madrone, auch Nuraghe Orolio, hat einen kleeblattförmigen Grundriss, der aus der Haupttholos und zwei Nebentholoi besteht. Die Nuraghe steht auf einem Hügel östlich von Silanus in der Provinz Nuoro auf Sardinien. Nuraghen sind prähistorische und frühgeschichtliche Turmbauten der Bonnanaro-Kultur (2200–1600 v. Chr.) und der mit ihr untrennbar verbundenen, nachfolgenden Nuraghenkultur (etwa 1600–400 v. Chr.) auf Sardinien.
Der bis in eine Höhe von 12,6 m erhaltene Hauptturm aus Granit ist eine Besonderheit unter den Nuraghen, da zwei Stockwerke vollständig erhalten sind. Er hat übereinanderliegende Kragkuppeln im Erdgeschoss und im ersten Stock. Der Grundriss ist in allen Elementen der eines klassischen Tholosnuraghen, mit linksgängiger steiler Treppe und Wächterzelle im Durchgang. Die Wächterzelle mit einem kleinen Vorflur ist hakenförmig. Die ebenerdige zentrale Kammer hat einen runden Grundriss und drei auf den Achsen angeordnete Seitennischen. Die dem Zugang gegenüberliegende ungewöhnlich lange Hauptnische hat einen T-förmigen Appendix. Die rechte Zelle ist deutlich höher als die beiden anderen.
Das obere Stockwerk hat einen ringförmigen Umgang um den zentralen Raum. Im Umgang befinden sich zwei seitliche Zellen sowie ein bei Nuraghen seltenes Fenster. Der obere zentrale Raum hat zwei Zugänge. Die Wendeltreppe führt weiter zur dritten Ebene, die nur bis zur Pflasterebene erhalten ist.